# Fire Dances
Albums de Killing Joke
Revelations Night Time
Fire Dances est le quatrième album studio du groupe de post-punk Killing Joke, sorti en 1983.
Il fait la part belle aux rythmiques hypnotiques et répétitives, collant ainsi au thème central de la célébration païenne et de la communion. Le morceau d'ouverture, The Gathering, a donné leur dénomination aux fans de Killing Joke, les « gatherers » - littéralement, « ceux qui se regroupent ».
C'est le second album du groupe à aborder un thème occulte, après Revelations sorti l'année précédente. Il faut y voir une conséquence logique du départ de Jaz Coleman vers l'Islande en 1982 : il est alors dans l'attente d'une imminente fin du monde, qui lui aurait été révélée par les puissances occultes qu'il a coutume de consulter. Après quelques mois, Coleman reconnait son erreur et rentre assez vite en Angleterre mais ne renie pas pour autant ses « sources », mettant cette bourde sur le compte d'une mauvaise interprétation de sa part.
Si le ton de Revelations était très pessimiste, Fire Dances est plus ancré dans son époque. Il reste l'un des albums les moins sombres du groupe en cette première moitié des années 1980.
Le titre Harlequin connaît le succès à l'époque de sa sortie et est relativement bien diffusé sur les ondes.

## Liste des morceaux
1. The Gathering
2. Fun & Games
3. Rejuvenation
4. Frenzy
5. Harlequin
6. Feast of Blaze
7. Song & Dance
8. Dominator
9. Let's All Go
10. Lust Almighty